# Méryrê (grand prêtre d'Aton)
Méryrê est le grand prêtre du culte d'Aton, une nouvelle tradition religieuse instituée par le roi Akhenaton. Ce système de croyance met l'accent exclusivement sur le culte du soleil sous la forme d'Aton, ou le disque solaire, une divinité réunissant l'idée de nombreux dieux dans l'essence du soleil. Sa tombe fournit peu d'informations sur sa vie personnelle. Les références familiales se limitent aux représentations de sa femme, Tenrê, qui est décrite comme « une grande favorite de la Dame des Deux Terres » ; « Dame des Deux Terres » fait référence à Néfertiti, la reine, épouse d'Akhenaton. Tous les fonctionnaires d'Amarna n'avaient pas de tombes. Avoir une tombe à Amarna reflétait la proximité avec Akhenaton, due, en partie, à la démonstration d'un engagement envers l'atonisme..

## Tombe de Méryrê
La tombe de Méryrê est la sépulture royale connue sous le nom de Tombe 4 d'Amarna. La tombe date de la XVIIIe dynastie. Elle est située sur le côté nord de l'oued qui divise le groupe de tombes connues collectivement sous le nom de Tombes du Nord, près de la ville d'Amarna, Égypte. La tombe a été retrouvée en relativement bon état par rapport aux autres tombes d'Amarna.